# Lâu đài Vajdahunyad

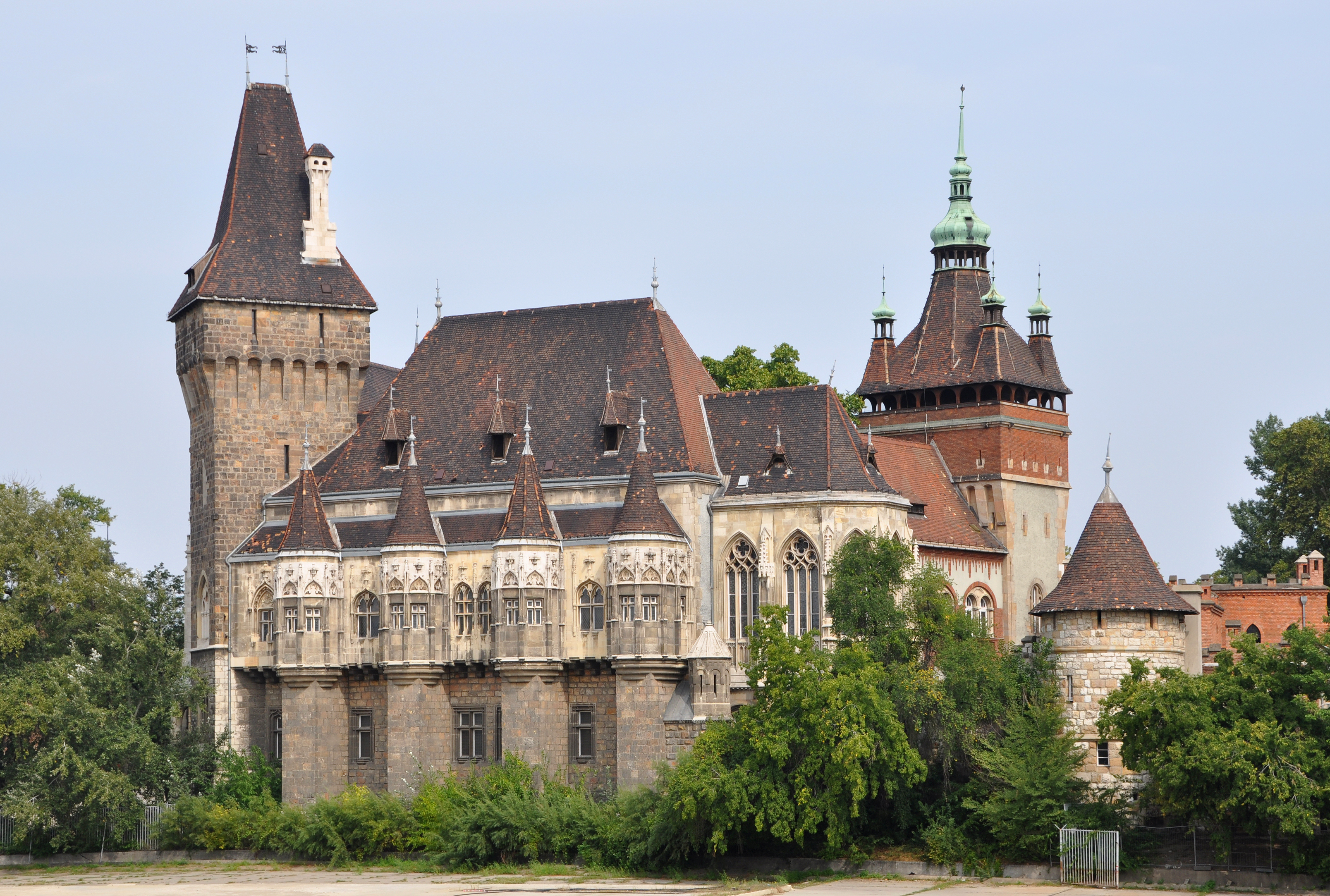
Lâu đài Vajdahunyad ở Budapest

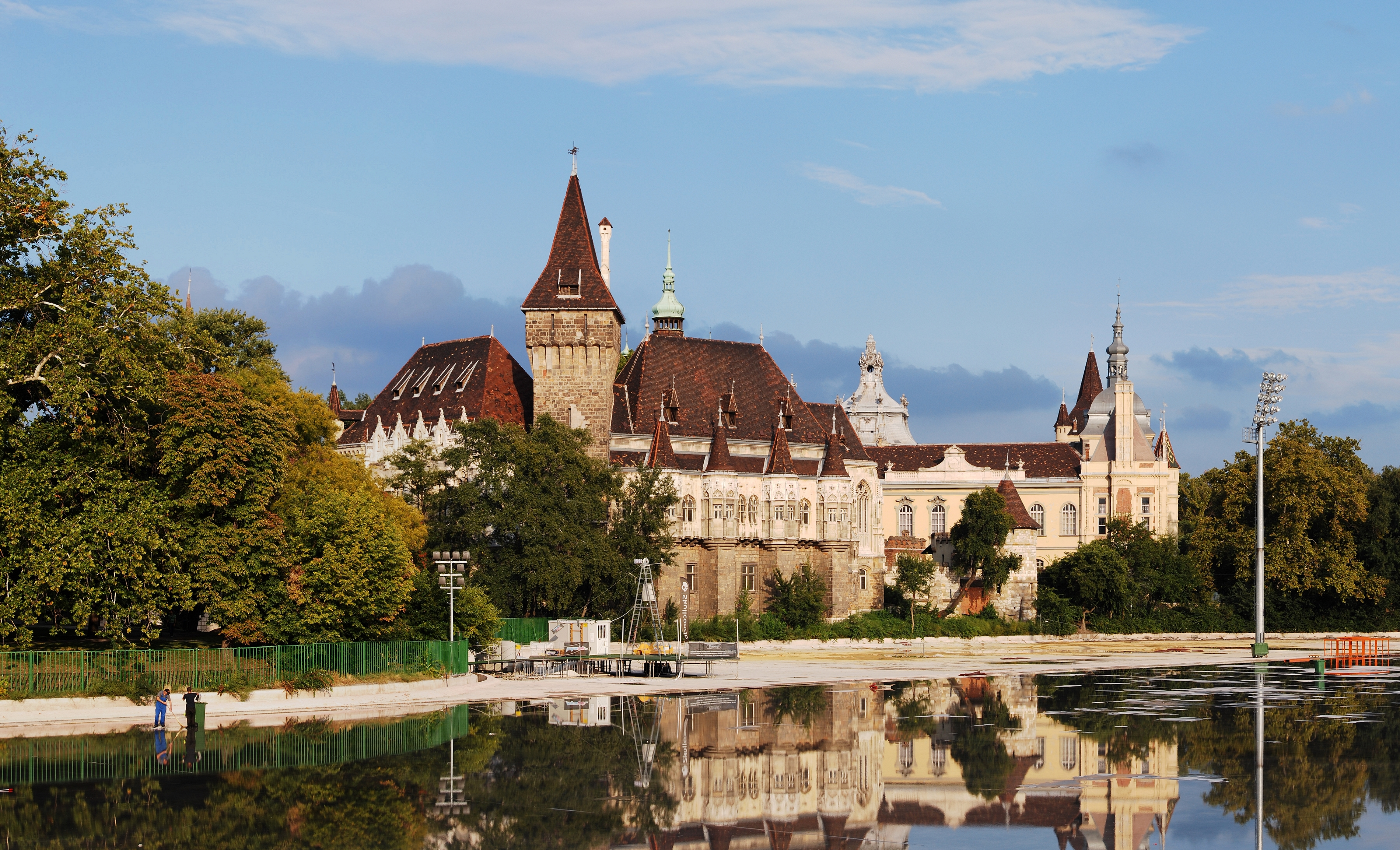
Cảnh chụp lâu đài Vajdahunyad nhìn từ phía xa (Tháng 9 năm 2013)

Lâu đài Vajdahunyad (Tiếng Anh: Vajdahunyad Castle) là một lâu đài mang phong cách kiến trúc truyền thống rất độc đáo của Hungary. Bản thân lâu đài này đã mang trong mình bốn loại hình kiến trúc cổ điển: Gothic, Baroque, Phục Hưng và Romanesque. Hiện nay, lâu đài này tọa lạc tại công viên thành phố ở thủ đô Budapest thuộc Hungary.

## Lịch sử
Lâu đài được thiết kế vào năm 1896 bởi kiến trúc sư giàu kinh nghiệm người Hungary là Ignác Alpár (1855-1928). Mục đích xây dựng của lâu đài to lớn này nhằm mục đích nhân dịp lễ kỷ niệm một nghìn năm của Hungary.
Năm 1904, việc xây dựng các cấu trúc căn bản của lâu đài này được khởi công vào năm 1904.
Toàn bộ những kiến trúc cung điện của lâu đài Vajdahunyad được tập trung lại thành một dải các ngôi nhà hợp nhất trông rất bắt mắt.
Ngày nay, lâu đài cũng là nơi để những phòng của Bảo tàng Nông nghiệp của Hungary.
Phần kiến trúc và màu sắc họa nên lâu đài này, phối hợp với không gian xung quanh tạo nên một cảnh sắc vui tươi, cảm giác âm trầm dành cho những du khách có dịp ghé qua viếng thăm lâu đài cổ này. 

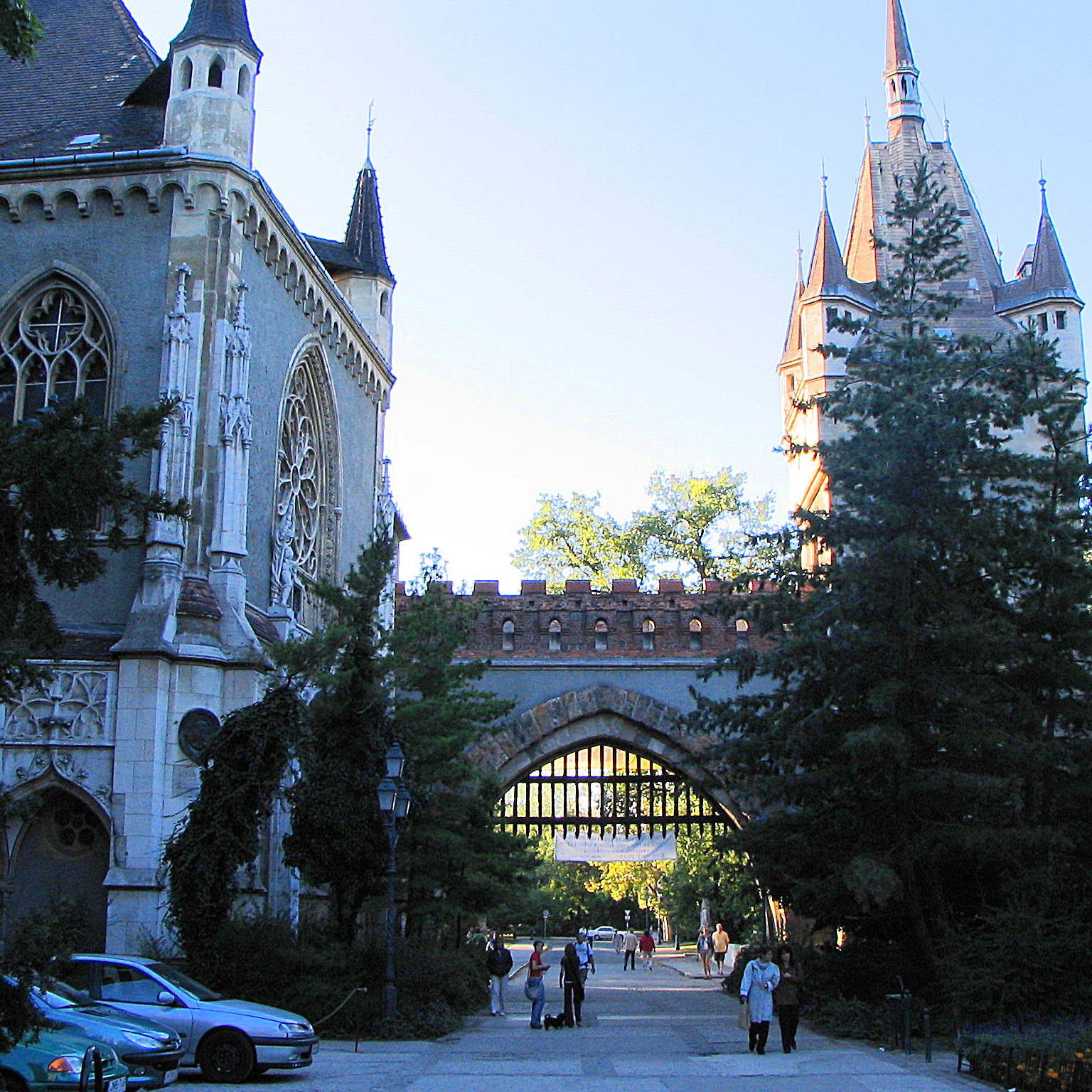
Cổng chính vào lâu đài Vajdahunyad

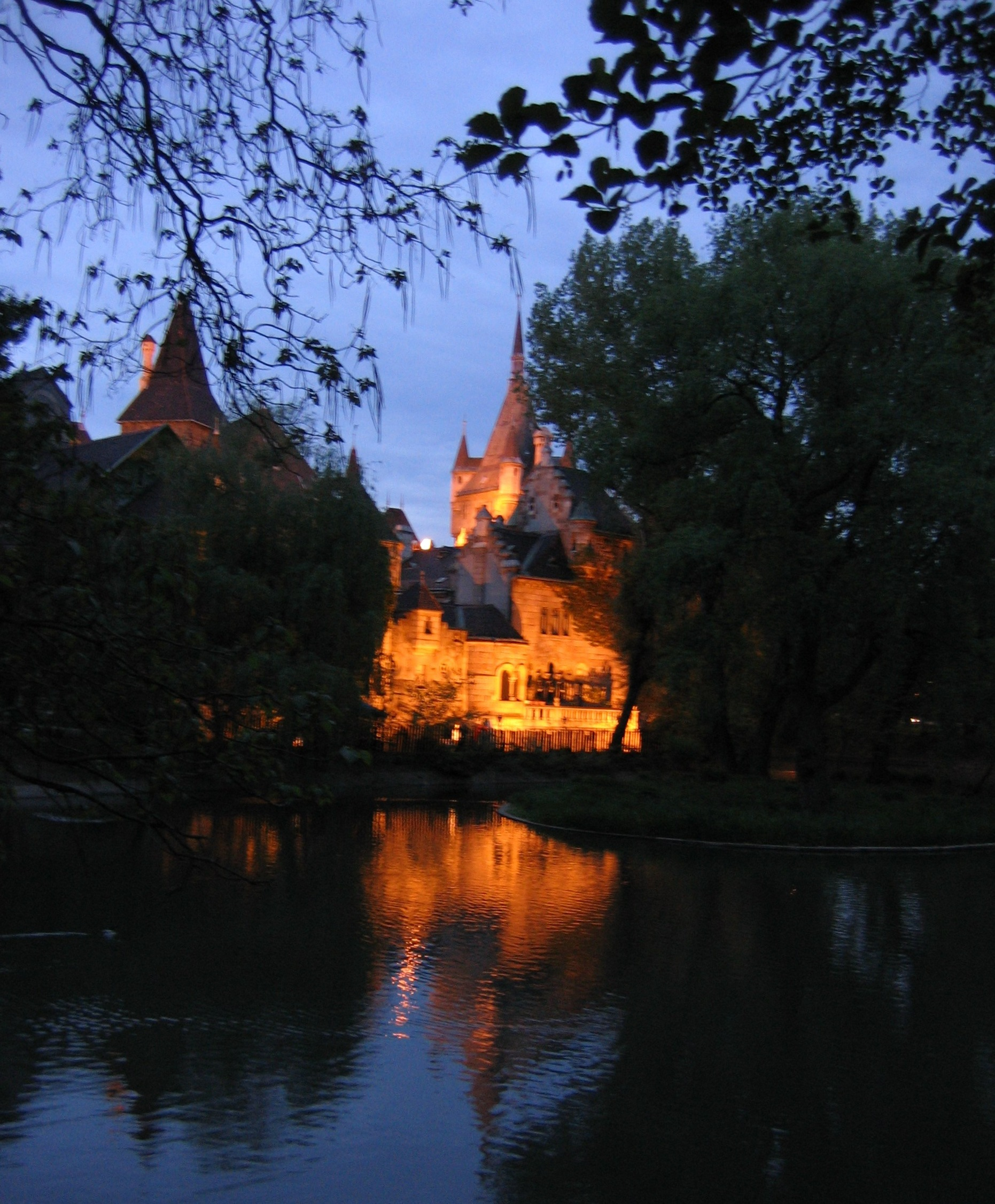
Lâu đài Vajdahunyad lúc hoàng hôn

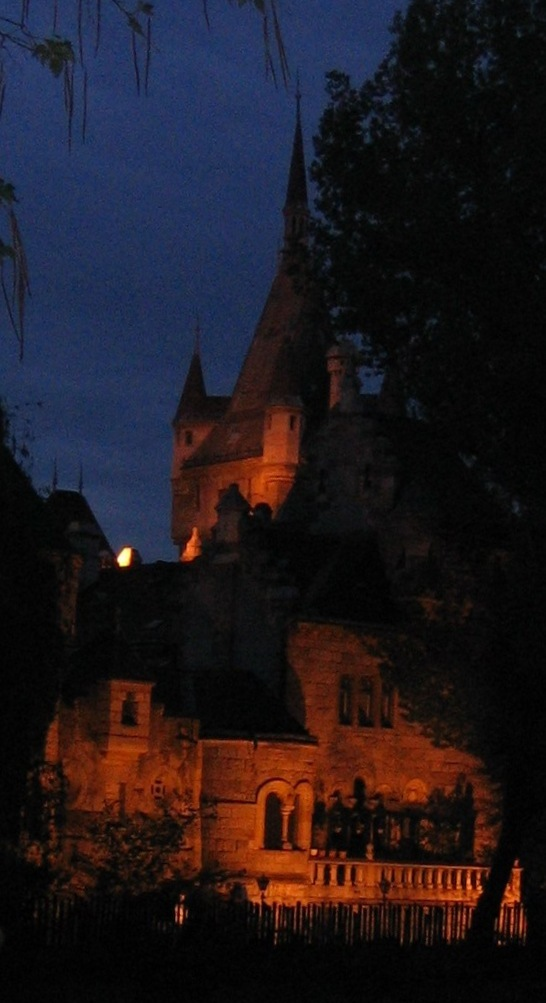
Lâu đài Vajdahunyad về đêm

Một điểm thú vị đó là lâu đài có để tượng kỉ niệm của diễn viên nổi tiếng là Béla Lugosi (1882-1956), người đã thủ vai bá tước Dracula trong phim điện ảnh cùng tên, lấy từ tiểu thuyết của nhà văn Bram Stoker (1847-1912).